# Marianne Peretti
Marie Anne Antoinette Hélène Peretti (Paris, le 13 décembre 1927 – Recife, le 25 avril 2022) est une artiste franco-brésilienne connue notamment pour ses vitraux de la cathédrale de Brasilia.

## Biographie
Marianne Peretti naît à Paris. Sa mère, Antoinette Louise Clotilde Ruffier, est mannequin en France, et son père, João de Medeiros Peretti, est un historien brésilien. En France, Marianne Peretti étudie à l'École nationale supérieure des arts décoratifs et à l'Académie de la Grande Chaumière. Toujours en France, elle illustre divers livres et magazines et réalise sa première exposition.  
Marianne Peretti s'installe au Brésil en 1953, en déménageant à São Paulo. Là, elle remporte le prix de la meilleure couverture de livre à la Biennale d'art de São Paulo. Dès lors, elle multiplie les expositions indépendantes et collabore avec plusieurs architectes.

## Collaboration avec Oscar Niemeyer
Au Brésil, Marianne Peretti rencontre l'architecte Oscar Niemeyer. Dès lors, ses œuvres s’intègrent à plusieurs constructions de Niemeyer, notamment les vitraux de la cathédrale de Brasília.

## Œuvres principales
De nombreuses œuvres de Marianne Peretti se trouvent dans diverses villes. À Brasília, elle conçoit les vitraux de la cathédrale de Brasilia, du Panthéon de la Patrie (en), du palais Jaburu (en), de la Chambre des députés du Brésil et du Sénat fédéral du Brésil, de la Cour supérieure de justice du Brésil (en) et du Mémorial JK (en).  
À Recife, elle réalise les vitraux de la chapelle du Tribunal régional fédéral de la 5ᵉ région et du Tribunal de justice du Pernambouc (TJPE), ainsi qu’une sculpture en bronze installée dans le hall de l’école de comptabilité publique Professor Barreto Guimarães du Tribunal des comptes du Pernambouc.  
Elle crée une sculpture transparente pour la bibliothèque du Mémorial de l'Amérique latine, ainsi qu’une grande sculpture en bronze pour l’ancien bâtiment du Parlement latino-américain à São Paulo.  
À Rio de Janeiro, Marianne Peretti réalise la fresque murale du Musée de la Samba, situé au Sambodrome Marquês-de-Sapucaí. Le vitrail du Mémorial de la Cabanagem, à Belém, est également son œuvre.
Certaines de ses œuvres font partie des œuvres d'art endommagées, détruites ou volées lors des attentats de Brasilia en 2023.

## Décès
Marianne Peretti meurt le 25 avril 2022 à l’Hôpital royal portugais (pt) de Recife. La cause de son décès n’est pas précisée. Cinq jours plus tard, elle est inhumée au cimetière Campo da Esperança (pt), à Brasília.